# أدينافيل
أدينافيل (بالإنجليزية: Aildenafil) هو مركب دوائي من فئة مثبطات إنزيم فوسفوديستيراز نوع 5 (PDE5)، وهي نفس الفئة التي ينتمي إليها سيلدينافيل، الدواء المعروف لعلاج ضعف الانتصاب. يتم تسويقه أحيانًا بشكل غير قانوني كمكون في المكملات الغذائية أو المنتجات العشبية التي يُزعم أنها تعزز الأداء الجنسي، على الرغم من أنه لم يحصل على موافقة رسمية كدواء.

## التركيب
يُعد أدينافيل نظيرًا كيميائيًا لسيلدينافيل، مع اختلاف طفيف في بنيته الكيميائية يمنحه خصائص مشابهة في التثبيط الانتقائي لإنزيم PDE5.

## المخاطر
كحال العديد من المركبات غير المصرح بها التي تُباع كمكملات عشبية، قد يحمل أدينافيل مخاطر صحية، خصوصًا إذا استُخدم دون إشراف طبي، وقد رُصد وجوده في بعض المنتجات المحظورة التي تسوَّق كمنشطات جنسية.